# Biniagual
Biniagual és un petit llogaret de Binissalem (Mallorca), a la carretera de Sencelles. El 2002 el componien una vintena de cases.